# Munții Karwendel

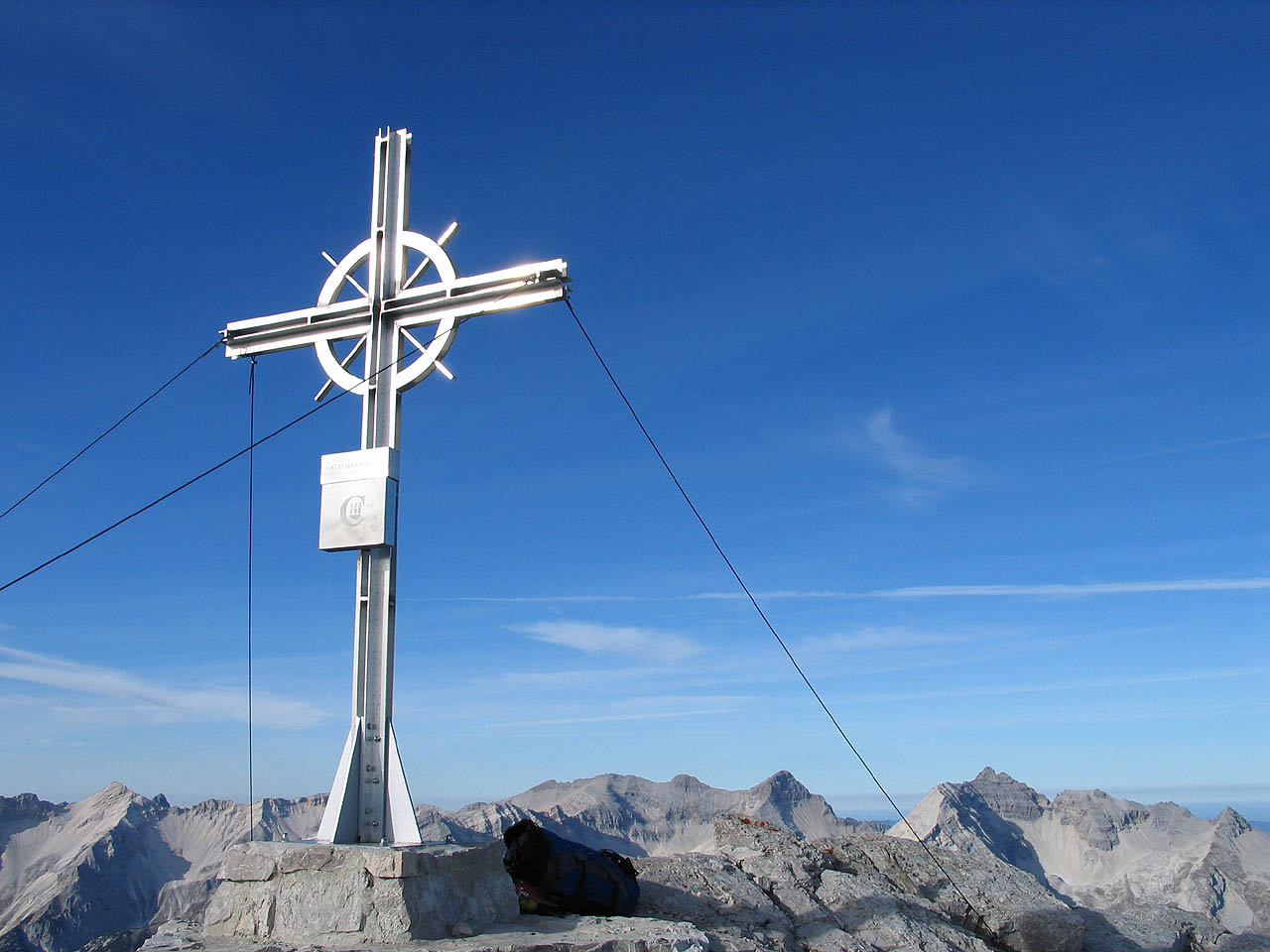
Cruce pe Bachofenspitze

Munții Karwendel sunt o grupă muntoasă care face parte din masivul Alpilor Calcaroși. Ei se află situați în Austria (Tirol) și Germania (Bavaria), cea mai mare parte fiind în Tirol. Patru lanțuri muntoase mai importante sunt situate pe direcția est-vest, iar unele lanțuri laterale se întind spre nord. Sub termenul de Karwendel se înțelege regiunea muntoasă cuprinse între Isar, Inn și lacul Achensee.